# Asian Development Tour 2011
De Asian Development Tour 2011 was het tweede golfseizoen van de Asian Development Tour en er stonden acht golftoernooien op de kalender.
De Order of Merit van dit seizoen werd gewonnen door de Amerikaan Jonathan Moore.

## Kalender
| Einddatum    | Toernooi                         | Land       | Winnaar            | Prijzengeld.          |
| ------------ | -------------------------------- | ---------- | ------------------ | --------------------- |
| 6 februari   | Grameenphone Bangladesh Masters  | Bangladesh | Mohammad Siddikur  | US$ 75.000            |
| 1 mei        | Clearwater Masters               | Maleisië   | Berry Henson       | US$ 75.000            |
| 8 mei        | PGM-ADT CCM Impian Classic       | Maleisië   | Jonathan Moore     | RM 200.000 US$ 66.666 |
| 28 mei       | Transcend Open                   | Taiwan     | Chiang Chen-Chih   | US$ 130.000           |
| 12 juni      | PGM Melaka Classic               | Maleisië   | S. Siva Chandhran  | RM 180.000 US$ 60.000 |
| 28 augustus  | Ballantine's Taiwan Championship | Taiwan     | Kao Shang-Hung     | US$ 110.000           |
| 3 september  | Aboitiz Invitational             | Filipijnen | Jay Bayron         | US$ 65.000            |
| 25 september | PGM-MIDF KLGCC Classic           | Maleisië   | Guido van der Valk | RM200,000 US$ 66.666  |

2010 · 2011 · 2012 · 2013 · 2014